# География на Намибия
Намибия е държава в западната част на Южна Африка, на брега на Атлантическия океан, разположена от двете страни на Южния тропик. На север Намибия граничи с Ангола (дължина на границата – 1376 km), на североизток – със Замбия (233 km), на изток – с Ботсвана (1360 km) и на юг – с РЮА (855 km). Общата дължина на сухоземните граници (в т.ч. речни) е 3824 km. На запад се мие от водите на Атлантическия океан с дължина на бреговата линия 1572 km. Бреговете на страната са праволинейни, плоски, пясъчни, пустинни. Има само два естествени залива: Уолфиш Бей и Людериц. Постоянното мъртво вълнение и силните брегови прибои силно затрудняват корабоплаването. Дължината на страната от север на юг е 1450 km, а ширината от запад на изток варира от 1420 km на север до 390 km на юг. В тези си граници Намибия заема площ от 825 615 km². Населението към 1.1.2020 г. възлиза на 2 550 000 души, като след Монголия, Намибия е втората най-слабо гъсто населена държава в света (2,7 души/km²). Столица е град Виндхук.
Територията на Намибия се простира между 16°58′ и 28°09′ ю.ш. и между 11°44′ и 25°16′ и.д. Крайните точки на страната са следните:
- крайна северна точка – 16°57′49″ ю. ш. 13°10′09″ и. д. / 16.963611° ю. ш. 13.169167° и. д., на левия бряг на река Кунене, на границата с Ангола.
- крайна южна точка – 28°08′58″ ю. ш. 19°07′09″ и. д. / 28.149444° ю. ш. 19.119167° и. д., на десния бряг на Оранжевата река, на границата с РЮА.
- крайна западна точка – 17°35′10″ ю. ш. 11°44′09″ и. д. / 17.586111° ю. ш. 11.735833° и. д., на брега на Атлантическия океан, на Брега на скелетите.
- крайна източна точка – 17°47′33″ ю. ш. 25°15′35″ и. д. / 17.7925° ю. ш. 25.259722° и. д., на десния бряг на река Замбези, при устието на река Куандо, на границата с Ботсвана.[2]

## Релеф, геоложки строеж
Голяма част от територията на Намибия представлява плато с височина от 900 до 1500 m. То е дълбоко разчленено от речни долини и тектонски падини на отделни части – плата и възвишения (Каоко, Дамара, Намакваленд и др.). Максималната височина на страната е връх Кьонингщайн (2606 m), издигащ се в планинския масив Брандберг. На изток платото постепенно се понижава към западната част на падината Калахари, на север – към падината-солончак Етоша, а на запад стръмно се спуска чрез т.нар. Голям отстъп към хълмистата крайбрежна равнина, заета от бреговата пустиня Намиб.
Намибия е разположена в югозападната периферия на Южноафриканския щит, образуван от метаморфни, вулканогенно-седиментни и теригенно-карбонатни докамбрийски скали. На юг и в централната част на страната е разположено обширно плоско понижение, запълнено с къснодокамбрийски или раннокамбрийски наслаги. Най-големи площи заемат седиментите с горнопалеозойска и мезозойска възраст. Източната част на Намибия е заета от кайнозойски пясъци на синеклизата Калахари.

## Полезни изкопаеми
Главните находища на полезните изкопаеми са привързани към геоложките системи Отави и Дамара. Най-големите са: медно-полиметалните находища в района на Цумеб, съдържащи в промишлени количества германий, кадмий, ванадий; оловно-ванадиевото находище Асенаб и др. В централните части на страната, в района на Виндхук се разработват находища на манган (Оджосонду) и мед (Хан, Натас). С пегматитовият пояс в планинския масив Еронго са свързани находищата на калай, волфрам, литий, берилий (Брандсберг, Уис). По цялото крайбрежие на Атлантическия океан и в пределите на шелфа се разработват находища на диаманти.

## Климат, води, почви, растителност
Климатът на страната е тропичен, много сух. Средната температура на най-топлия месец (януари) е от 18 до 27°С, а на най-хладния (юли) от 12 до 16°С. В най-високите части през зимата се случват температури под 0°С. Валежите са оскъдни, нерегулярни и падат предимно през лятото. Тяхното количество се колебае от 10 – 50 mm по крайбрежието до 500 – 700 mm в крайния североизток.
В Намибия има само 5 реки, които текат постоянно – Замбези (2660* km), Оранжева река (2200* km), Окаванго (1600* km), Кунене (1207* km) и Куандо (731* km), но всички те протичат по границите и перифериите на страната. Във вътрешността има само временни реки (от типа на уадите), като най-големите са: Нособ (740* km) и Фиш (650 km).
В страната преобладават пустинните тропически и саванните червеникаво-кафяви почви. Растителността в пустинята Намиб е крайно оскъдна, сукулентна. Платото е покрито предимно с ксерофитна храстова и тревисто-храстова растителност. По-високите райони са заети от полупустини и опустинени савани.

## Животински свят, национални паркове =
В планинските райони и в източните части на страната обитават ендемични гризачи (дългоног, капски слепок, особени видове зайци), насекомоядни (златна къртица), тръбозъб. Срещат се антилопи, а от хищниците – вивери, хиени. Някои видове животни са се съхранили само в резерватите. В един от най-големите в света национални паркове „Етоша“ (22 275 km²) обитават зебри, антилопи, слонове, жирафи, щрауси, лъвове, леопарди и много видове птици. Друг голям национален парк е „Брегът на скелетите“ (16 000 km²), „Намиб“ и други.

## Географски райони
Намибийският пейзаж се състои най-общо от пет географски района, всеки от които е с характерни абиотични условия и растителност, които частично се припокриват: Централното плато, пустинята Намиб, Големия скален масив, Бушвелд и пустинята Калахари.

### Централно плато
Централното плато се простира от север на юг, граничи с Брега на скелетите на северозапад, пустинята Намиб и крайбрежните ѝ равнини на югозапад, Оранжевата река на юг и пустинята Калахари на изток. В Централното плато е най-високата точка в Намибия – връх Кьонигщайн в планината Брандберг, 2606 метра. В широката, плоска част на Централното плато е по-голямата част от населението и икономическата активност на Намибия. Тук се намира столицата Виндхук, както и по-голямата част от обработваемата земя. Въпреки че обработваемата земя представлява само 1 % от Намибия, почти половината от населението е заета в селското стопанство. Абиотичните условия тук са подобни на тези, по протежение на Големия скален масив, обаче топографският релеф не е така сложен. Летните температури в района могат да достигнат 40 °C, а студовете са често срещани през зимата.

### Пустиня Намиб
Пустинята Намиб е широка смес от хипервлажен пясък, пясък без влага, равнини и дюни, която се простира по цялата брегова линия, която варира в ширина между 100 и много стотици километри. Зоните в рамките на Намиб включват Скелетното крайбрежие и Каоковелд на север и обширното пясъчно море на Намиб по протежение на централния бряг . Пясъците, които съставляват пясъчното море, са следствие от ерозионни процеси, протичащи в долината на Оранжевата река и райони по-на юг. Докато течащите води пренасят пясък в Атлантическия океан, бреговите течения го изтласкват по брега. Преобладаващите югозападни ветрове след това оформят пясъка в масивни дюни в широко разпростряно пясъчно море, най-големите пясъчни дюни в света. В райони, където доставките на пясък са намалени поради невъзможността пясъкът да пресича речните корита, ветровете оголват земята и образуват големи чакълести равнини. В много райони в пустинята Намиб има малко растителност, с изключение на лишеите, открити в чакълестите равнини, и в сухите речни корита, където растенията имат достъп до подземна вода.

### Голям скален масив
Голямата скална стена се издига стръмно на височина над 2000 метра. Средните температури и температурните граници се увеличават в посока към вътрешността на студените води на Атлантическия океан, докато продължителните крайбрежни мъгли бавно намаляват. Районът е каменист със слабо развити почви, но въпреки това е значително по-продуктивен от пустинята Намиб. За скалния район са характерни летни ветрове и валежи . Водата, заедно с бързо променящата се топография, е причина за създаването на микробиотати, които предлагат широк спектър от организми, много от които са ендемични. Растителността на скалния масив е различна по форма и плътност и се променя от гъсти гори до по-храстовидни райони с разпръснати дървета. Тук се срещат редица видове акация, както и треви и друга храстова растителност.

### Бушвелд
Бушвелд е район в североизточната част на Намибия по протежение на границата с Ангола и в ивицата Каприви, която е остатъкът на тесен коридор, демаркиран за Германската империя за достъп до река Замбези. Районът получава значително по-голямо количество валежи от останалата част от страната, средно около 400 mm годишно. Температурите също са по-студени и умерени, с приблизителни сезонни колебания между 10 и 30 °C. Обикновено зоната е равна, а почвите са песъчливи, което ограничава способността им да задържат вода . Разположен в непосредствена близост до Бушвелд в северната централна Намибия е един от най-зрелищните обектии на природата: тиганът Етоша. През по-голямата част от годината това е суха, солена пустош, но през влажния сезон образува плитко езеро, покриващо повече от 6000 кв. км. Районът е екологично и жизнено важен за огромния брой птици и животни от околните савани, които се събират в него, тъй като лятната суша ги принуждава да се придвижат към разпръснатите водоеми в низината. Местността Бушвелд е обособена от Световния фонд за дивата природа като част от екорегиона на горските гори на Ангола, който се простира на север през река Кунене в съседна Ангола.

### Пустиня Калахари
Пустинята Калахари е може би най-известната географска особеност на Намибия. Споделена с Южна Африка и Ботсвана, тя има разнообразни локализирани среди, вариращи от хипер-суха пясъчна пустиня до райони, които изглежда опровергават общото определение за пустиня. Една от тези области, известна като Сукулент Каруо, е дом на над 5000 вида растения, като почти половината от тях са ендемични; една трета от сукулентите в света са открити в Каруо. Причината за тази висока производителност и ендемизъм може да е относително стабилният характер на валежите . Каруо не изпитва суша редовно и така въпреки че районът е фактически пуст, редовните зимни дъждове осигуряват достатъчно влага, за да подкрепят интересната растителна общност в региона. Друга особеност на Калахари и много части на Намибия, са инселбергите – изолирани планини, които създават микроклимат и местообитание за организми, които не са адаптирани към живота в заобикалящата пустинна матрица. Интересно явление в пасищата на пустинята са поредици от голи петна по земята. Те са почти идеални кръгове без растителност, разположени на разстояние от 2 до 15 метра. Обектите не са проучвани обстойно, тъй като най-близкото населено място е на 180 км.

### Крайбрежна пустиня
Крайбрежната пустиня на Намибия е една от най-старите пустини в света. Нейните пясъчни дюни, създадени от силните сухопътни ветрове, са най-високите в света.
Тук се намира пустинята Намиб и Националният парк Намиб-Науклуфт. Намибийските крайбрежни пустини са най-богатият източник на диаманти на земята, което прави Намибия най-големият производител на диаманти в света. Той е разделен в северното Скелетно крайбрежие и южното Диамантено крайбрежие. Поради местоположението на бреговата ивица до студената вода на Атлантическия океан там често има изключително гъста мъгла.
Пясъчният плаж включва 54 % от брегова ивица, а смесеният пясък и скали обхащат 28 %. Само 16 % от общата дължина е скалист бряг. Крайбрежните равнини са дюнови полета, чакълести равнини, покрити с лишеи и някои разпръснати солници. В близост до брега има райони, където дюните са вегетирани с хамаци . Намибия има богати крайбрежни и морски ресурси, които остават до голяма степен неизследвани.
- Каньон на Рибната река.
- Пустиня Намиб.
- Големият скален масив.
- Пустиня Калахари.
- Изглед от Виндхук.